# Petko Petkov (problémiste)
Pour les articles homonymes, voir Petko Petkov.
Petko Petkov, né en 1942 et mort le 11 août 2024, est un compositeur bulgare de problèmes d'échecs.
Il est actuellement le grand maître international pour la composition échiquéenne qui compte le plus de points obtenus dans les albums FIDE. Il a le titre de grand-maître international pour la composition et il est également juge international.
Il compose dans tous les genres, avec une prédilection pour les échecs féeriques.

## Source
1. ↑  (bg) « Отиде си голям български шахматист », sur Fakti.bg - Да извадим фактите наяве (consulté le 30 août 2024)
2. ↑  (en) Liste officielle des compositeurs par nombre de points dans l'album